# Bolívar (teleregény)
A Bolívar (eredeti cím: Bolívar, una lucha admirable) 2019-es kolumbiai telenovella, amelyet Juana Uribe alkotott. A sorozat Simón Bolívar életéről szól. A főbb szerepekben Luis Gerónimo Abreu, José Ramón Barreto, Rosmeri Marval, Erick Rodriguez és Irene Esser látható.
Kolumbiában 2019. szeptember 18-án mutatta be a Caracol Televisión. Magyarországon 2021. február 6-án mutatta be a LifeTV.

## Ismertető
A történet azzal kezdődik, hogy Simón Bolívar katonaként felébreszti a függetlenségi harcban elfáradt bajtársait, majd visszaemlékezik spanyolországi esküvőjére és gyermekkorára. A fiatal Simón élvezi a criollo élet minden luxusát, amíg édesanyja, majd nagyapja meg nem hal, és jövőjét az anyai nagybácsi kezében hagyja, aki a bolívari vagyont a magáénak akarja. Simón nehezen tudja elfogadni a nagybácsit, és egy lázadó felügyelete alá kerül. Fiatalkorúvá válásával kezdetben a katonasághoz csatlakozik, de államférfiként egyre nagyobb sikereket ér el, és Spanyolországba utazik, hogy továbbtanuljon.

## Szereplők
| Szereplő                                 | Színész                       | Magyar hang            |
| ---------------------------------------- | ----------------------------- | ---------------------- |
| Simón Bolívar                            | Luis Gerónimo Abreu (felnőtt) | Papp Dániel            |
| Simón Bolívar                            | José Ramón Barreto (fiatal)   | Czető Roland           |
| Simón Bolívar                            | Maximiliano Gómez (gyerek)    | Nagy Gereben           |
| Manuela Sáenz                            | Shany Nadan (felnőtt)         | Szabó Zselyke          |
| Manuela Sáenz                            | María José Vargas (fiatal)    | Szabó Zselyke          |
| Simón Sáenz                              | Fernando Campo Curbera        | Bolla Róbert           |
| María Teresa Rodríguez del Toro y Alaysa | Irene Esser                   | Dobó Enikő             |
| Francisco de Paula Santander             | Hans Martínez                 | Bardóczy Attila        |
| Daniel Florencio O'Leary                 | Ed Hughes                     | Kárpáti Levente        |
| José María Córdova                       | Juan Fernando Sánchez         | Karácsonyi Zoltán      |
| Antonio José de Sucre                    | Julián Trujillo               | Dévai Balázs           |
| Don Lorenzo                              | Carlos Torres                 | Joó Gábor              |
| José María Barreiro                      | Carlos Aguilar                | Mikula Sándor          |
| María de la Concepción Palacios y Blanco | Nohely Arteaga                | Antal Olga             |
| Adela                                    | María del Rosario Barreto     | Hermann Lilla          |
| Dionisio Bolívar                         | Jefferson Quiñones            | Varga Rókus            |
| José Palacios                            | Adrián Makala                 | Dózsa Zoltán           |
| Carlos Palacios y Blanco                 | Álvaro Bayona                 | Háda János             |
| Simón Rodríguez                          | Ernesto Benjumea              | Pusztaszeri Kornél     |
| Marqúes de Uztáriz                       | Mario Duarte                  | Szersén Gyula          |
| Julio Herrera                            | Manuel José Chaves            | Horváth-Töreki Gergely |
| Juan José Rondón                         | Mauricio Mejía                | Laklóth Aladár         |
| Francisco de Miranda                     | Félix Antequera               | Jakab Csaba            |
| Felipe Martínez                          | José María Galeano            | Csík Csaba Krisztián   |
| Marcela                                  | Andrea Gómez                  | Roatis Andrea          |
| Rafael Moran                             | Nikolás Rincón                | Seszták Szabolcs       |
| Señora Cortazar                          | Cecilia Navia                 | Makay Andrea           |
| Mateo Cortazar                           | Gonzalo Vivanco               | Kőszegi Ákos           |
| José Tomás Boves                         | Gustavo Angarita Jr.          | Tokaji Csaba           |
| José Antonio Páez                        | Leónidas Urbina               | Koncz István           |
| Pablo Morillo                            | Álvaro Benet                  | Galbenisz Tomasz       |
| James Thorne                             | Tim Janssen                   | Barabás Kiss Zoltán    |
| María Antonia Bolívar Palacios           | Rosmeri Marval                | Laudon Andrea          |
| Juan Vicente Bolívar                     | Ricardo Mejía                 | Czvetkó Sándor         |
| Pablo Clemente Palacios                  | Erick Rodríguez               | Szokol Péter           |
| Pepita                                   | Abril Schreiber               | Vadász Bea             |
| Gervasio Sánchez de Luna                 | Kepa Amuchastegui             | Harsányi Gábor         |
| Rocío                                    | Susana Rojas                  | Köves Dóra             |
| Pedro Saldarriaga                        | Rodolfo Silva                 | Berzsenyi Zoltán       |
| Bertha                                   | María Cecilia Sánchez         | Laurinyecz Réka        |
| Soldado Ponte                            | Pedro Roda                    | Fehér Péter            |
| Emma                                     | Natasha Klauss                | Törtei Tünde           |
| Nicolasa Ibáñez                          | Katherine Porto               | Hámori Eszter          |
| Bernardina Ibáñez                        | Elizabeth Minotta             | F. Nagy Eszter         |
| Vicente Azuero                           | Oscar Salazar                 | Tóth Roland            |
| Luis Vargas Tejada                       | Sebastian Awazacko            | Posta Victor           |
| Madame Rocha                             | Rita Bendeck                  | Kovács Nóra            |
| Fernando Sotomayor                       | Toto Vega                     | Fesztbaum Béla         |
| José Antonio Caro                        | Alejandro Martínez            | Rosta Sándor           |
| Pedro Pablo Espitia                      | Jairo Ordóñez                 | Petridisz Hrisztosz    |

## Évados áttekintés
| Évad | Évad | Epizód | Eredeti sugárzás     | Eredeti sugárzás   | Eredeti adó | Magyar sugárzás  | Magyar sugárzás    | Magyar adó |
| Évad | Évad | Epizód | Évadpremier          | Évadfinálé         | Eredeti adó | Évadpremier      | Évadfinálé         | Magyar adó |
| ---- | ---- | ------ | -------------------- | ------------------ | ----------- | ---------------- | ------------------ | ---------- |
|      | 1    | 63     | 2019. szeptember 18. | 2019. december 20. |             | 2021. február 6. | 2021. augusztus 1. |            |

## A sorozat készítése
Kolumbia egyik legdrágább sorozata. A függetlenség 200. évfordulójára készült.

### Forgatás
A forgatás 2018. március 7-én kezdődött Cartagenában. A elsősorban Kolumbiában forgatták, olyan városokban, mint Villa de Leyva, Monguí, Santa Fe de Antioquia, Calí és Popayán. A spanyolországi jeleneteket Toledóban forgatták. A forgatás 2018 szeptemberében fejeződött be.